# Семанов, Сергей Николаевич
Серге́й Никола́евич Сема́нов (14 января 1934, Ленинград — 29 октября 2011, Москва) — советский и российский историк, писатель, литературовед, публицист, шолоховед. Один из наиболее активных участников движения русских националистов, известного как «русская партия».

## Биография
Отец — гидротехник, известный строитель шлюзов, долгие годы заведовавший кафедрой в Ленинградском институте водного транспорта Николай Афанасьевич Семанов, мать — Елизавета Яковлевна Бронзова, учительница географии.
В 1956 году окончил исторический факультет Ленинградского университета. В молодости имел либеральное мировоззрение.
Позднее склонялся к антикоммунизму и монархизму и православию и в то же время, по собственным словам, принадлежал к числу тех, кто отличался «наибольшей склонностью в сторону Сталина». Был одним из «вождей» «русской партии». Как вспоминает Александр Ципко, в квартире Семанова на самом видном месте висели рядом портрет Николая II и портрет Сталина, и это видели все. Семанов изучал в библиотеках нацистские источники. Во второй половине 1960-х годов занимался составлением списка «кремлевских жён» — жён-евреек, которые, по убеждениям русских националистов, управляют своими мужьями-партократами. В дневнике Семанова имеется большое число упоминаний о вреде экуменических контактов, антикатолические инвективы и ряд других тезисов, распространявшихся фундаменталистской группой в РПЦ. Имея историческое образование, отрицал подлинность «Влесовой книги».
В Ленинграде был близок сначала к кругу Р. И. Пименова (часть этого кружка осуждена в 1958 году), а затем к кругу членов ВСХСОН (осуждены в 1967 году). В отличие от других участников «русской партии» он хорошо понимал, что занимался созданием подпольной организации.
Семанов был другом Валерия Ганичева и членом патриотического «Советско-болгарского клуба творческой молодёжи» националистической направленности, первое заседание которого состоялось в 1967 году. Один из руководителей «Комиссии по комплексному изучению русской культуры», с неофициальным, но общеупотребительным названием «Русский клуб», который еженедельно заседал В 1967—1972 годах в Московском отделении ВООПИиКа. Собрания чаще всего вёл Семанов. Имел разнообразные контакты, от участников движения инакомыслящих до помощников членов Политбюро. В 1970-х — начале 1980-х годов он имел обширные связи в политическом истеблишменте, снабжая националистическим самиздатом и консультируя пятерых помощников членов Политбюро, среди которых были И. Кириченко (помощник К. Черненко), И. Синицын (помощник Ю. Андропова), заместитель генерального прокурора СССР А. Теребилов и др.. С конца 1960-х годов был тесно связан с группой «антисионистов», однако не претендовал на «изучение» «сионизма» и ограничивался чтением, критикой и содействием в издании работ членов «антисионистского кружка». Являлся важнейшей фигурой (помимо В. Ганичева) в деле организации политического прикрытия деятельности «русской партии».
Возглавлял отдел пропаганды Петроградского райкома комсомола, затем заведовал отделом использования документов Архивного управления Ленинградской области. Учился в аспирантуре Института истории АН СССР, защитил кандидатскую диссертацию по теме «Численность, состав и положение петербургских рабочих накануне Первой русской революции». Позднее работал над докторской диссертацией о Кронштадтском восстании 1921 года.
В 1969—1975 годах Семанов был влиятельной фигурой в издательстве «Молодая гвардия». На должность заведующего редакцией популярной серии «Жизнь замечательных людей», выпускаемой этим издательством, Семанова назначил В. Ганичев. Семанов стал связующим звеном «павловцев», группы русских националистов в рядах ЦК ВЛКСМ во главе с первым секретарем последней Сергеем Павловым, с более молодым поколением русских националистов, так и с теми русскими националистами, которые участвовали в движении инакомыслящих. Семанову удалось привлечь к работе над книгами серии большое число молодых, радикальных русских националистов с антикоммунистическим настроем (П. Паламарчук, Ю. Лошиц, О. Михайлов, Ю. Селезнев и др.). С конца 1960-х «Молодая гвардия» стала также центральным издательством, в котором издавалась различная «антисионистская» литература, включая работы известных антисемитских публицистов В. Бегуна и Е. Евсеева. В серии ЖЗЛ были опубликованы написанные Семановым биографии вице-адмирала Макарова и генерала Брусилова. Изучал и комментировал творчество М. А. Шолохова. Опубликованная в журнале «Молодая гвардия» (1970, № 8) статья «О ценностях относительных и вечных» вызвала резкую критику со стороны высокопоставленных партийных идеологов. В 1973 году написал работу «Ликвидация антисоветского Кронштадтского мятежа 1921 года», в которой излагалась советская версия событий на острове Котлин.
Был одним из основных творцов антилиберальной «кампании» 1977—1982 годов. Итоговая цель этой фракции «русской партии» заключалась в том, чтобы через критику либералов и скрытых евреев и через призывы к более агрессивному курсу во внешней политике и прекращению разрядки восполнить предполагаемую идейную пустоту брежневского правления и занять ключевые посты в идеологической сфере. На большее участники «русской партии» не рассчитывали.
В 1976—1981 годах был главным редактором популярного журнала «Человек и закон». Был уволен в 1981 году за связи с русскими националистами — участниками движения инакомыслящих. Он приобретал у них и распространял среди членов «русской партии» самиздат. В частности, причиной была связь с А. Ивановым (Скуратовым) и получение от него самиздата. Комментируя эти события, Александр Яковлев писал: «В духовной атмосфере тех лет агрессивно националистическое крыло увидело реальные возможности для практических действий но, видимо, поторопилось». В марте 1982 года, когда Ю. Андропов фактически стал секретарем по идеологии Политбюро, С. Семанов был задержан на двое суток, ему устроили ему очные ставки с А. Ивановым, который тогда начал активно сотрудничать со следствием. Испуганный предполагаемым обыском и арестом, С. Семанов временно прекратил свою деятельность, чего, вероятно, и добивались власти, которые не были заинтересованы в репрессиях против видного представителя истеблишмента, задержание которого комментировали западные радиостанции. В 1982 году Семанов скрывался от возможного ареста в клинике Ф. Углова.
Семанов собирал материалы по истории движения русских националистов. Он был «летописцем» этого движения. Основными его работами, которые посвящены этому вопросу, являются статьи «„Молодая гвардия“ русского возрождения» (написана в 1982 году, опубликована в 1994 году под псевдонимом С. Николаев), «Русский клуб» и монография «Андропов». Андропова Семанов считал евреем. По причине отсутствия признанного самоназвания движения русских националистов Семанов мог использовать термин «Молодая гвардия», по названию издательства и одноимённого журнала, со второй половины 1960-х годов контролировавшихся русскими националистами.
С 1988 года — первый заместитель председателя Всероссийского фонда культуры. С 1991 года — старший научный сотрудник Института мировой литературы РАН. Автор биографий Сталина, Брежнева, Андропова, Махно. Регулярно печатался в журнале «Наш современник», в газете «Завтра» (ранее «День») и аффилированном с ней издании «День литературы».
Входил в состав редколлегии журнала «Вопросы национализма».
За два года до смерти перенёс инсульт. Похоронен на Троекуровском кладбище на участке 22.

## Награды
Национальная премия «Имперская культура» имени Эдуарда Володина за 2005 год. В номинации «Критика» — за нелицеприятную критику современного литературного процесса.

## Семья
Первым браком был женат на Т. В. Ильиной (1934—2020), известном петербургском историке искусства, докторе искусствоведения.
Вторым браком женат на Любови Владимировне Левко (дочь народной артистки РСФСР певицы Валентины Левко и лётчика-испытателя Владимира Левко).
Дети:
- От первого брака: дочь — Мария Фомина (Семанова), искусствовед, журналист.
- От второго брака: дочь — Валентина Семанова, сын — Николай Семанов.

## Сочинения
- Во имя народа. Очерк жизни и борьбы Александра Ульянова. — М., 1961
- А. М. Горчаков — русский дипломат XIX в. — М.: Соцэкгиз, 1962
- Кровавое воскресенье. — Л.: Лениздат, 1965
- Петербургские рабочие накануне первой русской революции. — М.: Наука, 1966
- Памятник «Тысячелетие России» в Новгороде. — М., 1970
- Адмирал Макаров. — М.: Просвещение, 1971
- Макаров. — М.: Молодая гвардия, 1972. — (ЖЗЛ)
- Ликвидация антисоветского кронштадтского мятежа 1921 года. — М., Наука, 1973
- Сердце Родины. — М.: Московский рабочий, 1977
- «Тихий Дон» — литература и история. — М., Современник, 1977
- Великие уроки. — М., 1979
- Брусилов. — М.: Молодая гвардия, 1980. — (ЖЗЛ)
- «Тихий Дон» — литература и история. — М., Современник, 1982
- В мире «Тихого Дона». — М., Современник, 1987
- Генерал Брусилов. — М.: Воениздат, 1986, 1988
- Макаров. — М., Молодая гвардия, 1988. — (ЖЗЛ)
- Макаров. Брусилов. — М., Патриот, 1989
- Под чёрным знаменем, или жизнь и смерть Нестора Махно. — М., т-во «Возрождение», 1990
- Юрий Владимирович. Зарисовки из тени. — М., Столица, 1995
- Иосиф Сталин: жизнь и наследие. (В соавторстве с В. И. Кардашовым). М., 1997
- Адмирал Макаров. — Калининград, 1997
- Александр Васильевич Суворов. (Составитель антологии). — М., 2000
- Михаил Дмитриевич Скобелев. (Составитель антологии). — М., 2000
- Тайна гибели адмирала Макарова. — М., Вече, 2000
- Андропов. 7 тайн генсека с Лубянки. — М., Вече, 2001
- Махно: подлинная история. — М., АСТ-пресс, 2001
- Брежнев — правитель Золотого века. — М., Вече, 2002
- Сталин: уроки жизни и деятельности. — М., 2002
- Александр II. — М., Алгоритм-Эксмо, 2003
- Кронштадтский мятеж. — М., 2003
- Русско-еврейские разборки. — М., Алгоритм, 2003
- Юрий Андропов. — М., Алгоритм, 2003
- Русско-еврейские разборки вчера и сегодня. — М., Альтернатива, 2004
- Леонид Брежнев. — М., Эксмо-Алгоритм, 2005
- Нестор Махно. Вожак анархистов. — М., Вече, 2005
- Дорогой Леонид Ильич. — М., Алгоритм-Эксмо, 2006
- Откуда есть пошла русская партия Архивная копия от 31 мая 2023 на Wayback Machine // К не нашим. — М., 2006. — С. 6-13.
- Россия без русских. — М., Алгоритм, 2006
- «Тихий Дон». «Белые пятна». Подлинная история главной книги XX века. — М., Эксмо, 2006
- Председатель КГБ Юрий Андропов. — М., Алгоритм, 2008
- «Тихий Дон» — слава добрая, речь хорошая. — М., Метагалактика, 2008
- Иосиф Сталин для русских XXI века. — М., 2009
- Русское возрождение. Борьба продолжается. — М., Самотека, 2009
- Русские для России. — М., Алгоритм, 2010
- Юрий Андропов. Генсек из КГБ. — М., 2011
- Русский клуб. Почему не победят евреи. — М.: Алгоритм, 2012; ISBN 978-5-4320-0077-4)